# Niedźwiedź (Słomniki)
Niedźwiedź ist eine Ortschaft in Polen, gelegen in der Gmina Słomniki im Powiat Krakowski in der Woiwodschaft Kleinpolen, früher auch Österreichisches Galizien.
Bis zum Jahr 1954 auch Sitz der Gemeinde Niedźwiedź, danach bis zum Jahr 1972 auch Sitz der Regierungsbehörde Niedźwiedź. In den Jahren 1975 bis 1998 gehörte die Ortschaft administrativ zur Woiwodschaft Krakau.
Der Ort ist auch Sitz des Fußballklubs LKS Niedźwiedź, der früher in der III. Liga gespielt hat.
2023 erhielt der Ort neue Straßennamen.